# NGC 1560
NGC 1560, (da qualche sito incorrettamente identificata come IC 2062, che invece è una stella) è una galassia a spirale vista di taglio, del tipo morfologico (SA(s)d HII) e di 11ª magnitudo, situata in direzione della costellazione della Giraffa nel gruppo di galassie di Maffei 1 (o IC 342/Maffei Group). È stata scoperta il 1 agosto 1883 dall'astronomo tedesco Wilhelm Tempel.
La sua distanza non è ben nota a causa del fatto che è abbastanza vicina alla Terra e la sua distanza non può essere calcolata sulla base del redshift. La sua velocità radiale risulta negativa (- 35 km/s). Karachentsev et al. (2003) stimano una distanza di 11,2 milioni di anni luce (3,45 Megaparsec), mentre Lee e Madore (1993), con il metodo delle stelle più luminose, valutavano la distanza in 8,1 milioni di anni luce (2,5 Megaparsec). Attualmente si considera che la stima più accurata sia compresa tra 8 e 12 milioni di anni luce. Pur abbastanza vicina alla Terra, questa galassia non fa parte del Gruppo Locale.
La sua ampiezza è valutata in circa 35.000 anni luce (dimensione apparente di 11,6 x 9,1 arcmin).